# 我若是黃倩倩
《我若是黃倩倩》（英語：Change）是臺灣歌手黃妃的第十三張錄音室專輯，也是她與米樂士娛樂合作的第二張作品，於2018年12月31日實體發行。
此專輯堅守當初黃妃加入米樂士為求「突破原有框架」的初衷，意圖讓黃妃擺脫舊有包袱，「玩」出不同於以往的新面貌；專輯的製作融合「跨時空」概念，運用不同年代的音樂風格、詞曲、唱腔來呈現本土台語歌曲的演進。專輯中，黃妃不僅頭一次自己配唱和聲，更收錄了第一首華語歌曲〈顛倒歌〉。
然而，如此不同以往的努力雖然備受外界讚賞，卻無緣讓黃妃角逐金曲后座。2019年五月，黃妃受邀出席第30屆金曲獎入圍名單公布記者會，首次擔任揭獎嘉賓，沒料到竟鎩羽而歸。該屆評審團主席陳珊妮甚至於會後受訪時公開稱黃妃是她心中最大的遺珠，直至評選結束心裡仍覺得遺憾；她表示該年台語女歌手競爭激烈，有許多優秀的「新台語」作品，而《我若是黃倩倩》試圖連結舊台語歌和新台語歌，別出心裁，但同時評審也討論到蔡秋鳳對於舊台語歌的詮釋度很好，「在投票結果之後、新舊掙扎之時，黃妃就變成遺珠。」

## 曲目

### CD1
| 曲序     | 曲目         |          | 作曲     | 编曲     | 备注                                                              | 时长  |
| -------- | ------------ | -------- | -------- | -------- | ----------------------------------------------------------------- | ----- |
| 1.       | Kiss進行曲   | 武雄     | 方文良   | 陳歆儒   | 微電影第三集                                                      | 3:22  |
| 2.       | 心肝插一刀   | 武雄     | 方文良   | 陳飛午   | 微電影第二集（口白：許志豪）                                      | 4:15  |
| 3.       | 咱的情歌     | 陳佳惠   | 徐鳳儀   | 謝佳旺   |                                                                   | 3:27  |
| 4.       | 福氣         | 謝誌豪   | 謝誌豪   | 謝佳旺   |                                                                   | 3:40  |
| 5.       | 你敢知我毋知 | 十方     | 林從胤   | 謝佳旺   |                                                                   | 3:41  |
| 6.       | 畫你         | 十方     | 徐偉銘   | 謝佳旺   | 專輯發行前首支曝光單曲                                            | 3:46  |
| 7.       | 思念上路     | 林東松   | 林東松   | 謝佳旺   |                                                                   | 4:04  |
| 8.       | 月娘敢會知   | 武雄     | 陳世娟   | 謝佳旺   |                                                                   | 4:36  |
| 9.       | 顛倒歌       | 武雄     | 方文良   | 洪信傑   | 微電影第一集 黃妃專輯中收錄的第一首華語歌曲                       | 3:29  |
| 10.      | 台三線的月光 | 方文良   | 方文良   | Wave_G   | Feat. 王瑞霞、秀蘭瑪雅 於2017年《姬情台三線》首場演唱會中首度發表 | 5:09  |
| 11.      | 無人聽有的歌 | 武雄     | 方文良   | 陳歆儒   | 微電影第四集                                                      | 4:17  |
| 总时长： | 总时长：     | 总时长： | 总时长： | 总时长： | 总时长：                                                          | 51:35 |

### CD2
| 曲序 | 曲目                     |      | 作曲   | 编曲   | 时长 |
| ---- | ------------------------ | ---- | ------ | ------ | ---- |
| 1.   | 心肝插一刀－重返1987年版 | 武雄 | 方文良 | 陳飛午 | 4:16 |
| 2.   | Kiss進行曲－回溯1962年版 | 武雄 | 方文良 | 陳歆儒 | 3:22 |
| 3.   | 顛倒歌－復刻1947年版     | 武雄 | 方文良 | 洪信傑 | 3:33 |

## 音樂錄影帶
| 歌曲                                | 導演   | 首播日期       | 首播媒介                   | 備註               |
| ----------------------------------- | ------ | -------------- | -------------------------- | ------------------ |
| 台三線的月光 （页面存档备份，存于） | 齋藤良 | 2018年5月25日  | 米樂士娛樂 官方YouTube頻道 |                    |
| 畫你 （页面存档备份，存于）         | 齋藤良 | 2018年5月11日  | 米樂士娛樂 官方YouTube頻道 |                    |
| 顛倒歌 （页面存档备份，存于）       | 齋藤良 | 2019年2月21日  | 米樂士娛樂 官方YouTube頻道 |                    |
| 心肝插一刀 （页面存档备份，存于）   | 齋藤良 | 2019年2月21日  | 米樂士娛樂 官方YouTube頻道 |                    |
| Kiss進行曲 （页面存档备份，存于）   | 齋藤良 | 2019年2月21日  | 米樂士娛樂 官方YouTube頻道 |                    |
| 咱的情歌 （页面存档备份，存于）     | －     | 2019年4月23日  | 米樂士娛樂 官方YouTube頻道 | 歌詞版 Lyric Video |
| 福氣 （页面存档备份，存于）         | －     | 2019年4月23日  | 米樂士娛樂 官方YouTube頻道 | 歌詞版 Lyric Video |
| 你敢知我毋知 （页面存档备份，存于） | 齋藤良 | 2019年7月29日  | 米樂士娛樂 官方YouTube頻道 |                    |
| 月娘敢會知 （页面存档备份，存于）   | 齋藤良 | 2019年11月28日 | 米樂士娛樂 官方YouTube頻道 |                    |

### 專輯概念微電影
| 歌曲                                | 導演   | 首播日期       | 首播媒介                   |
| ----------------------------------- | ------ | -------------- | -------------------------- |
| 前導預告片 （页面存档备份，存于）   | 齋藤良 | 2018年12月22日 | 米樂士娛樂 官方YouTube頻道 |
| 國際版預告片 （页面存档备份，存于） | 齋藤良 | 2018年12月26日 | 米樂士娛樂 官方YouTube頻道 |
| 顛倒歌 （页面存档备份，存于）       | 齋藤良 | 2018年12月28日 | 米樂士娛樂 官方YouTube頻道 |
| 心肝插一刀 （页面存档备份，存于）   | 齋藤良 | 2019年1月14日  | 米樂士娛樂 官方YouTube頻道 |
| Kiss進行曲 （页面存档备份，存于）   | 齋藤良 | 2019年1月31日  | 米樂士娛樂 官方YouTube頻道 |
| 無人聽有的歌 （页面存档备份，存于） | 齋藤良 | 2019年3月7日   | 米樂士娛樂 官方YouTube頻道 |

2020年4月2日，另推出番外篇《再續前緣卡拉OK （页面存档备份，存于）》，劇情承接《我若是黃倩倩》專輯主軸，衍生出的歌曲〈上水的輪迴 （页面存档备份，存于）〉作為《御劍：再續前緣》遊戲台語版主題曲，並收錄於《色違》專輯。

## 人員
| 曲目 #1 - 王俊傑－混音（強力錄音室） - 季佳勳－製作助理 - 梁世達－和聲編寫 - 梁世韻－和聲 - 邵慧芸－和聲 - 馬怡群－錄音（米樂士錄音室） 曲目 #2 - 王俊傑－混音（強力錄音室） - 季佳勳－製作助理 - 倪方來－吉他 - 馬怡群－錄音（米樂士錄音室） - 張嫚玲－和聲 - 許志豪－口白 - 蕭蔓萱－和聲、和聲編寫 曲目 #3 - 歐冠廷－吉他（玩痛研究室） - 蕭蔓萱－和聲、和聲編寫 - 馬怡群－錄音（米樂士錄音室） - 李士先－混音（風起有聲錄音室） - 季佳勳－製作助理 曲目 #4 - 李士先－混音（風起有聲錄音室） - 季佳勳－製作助理 - 歐冠廷－吉他（玩痛研究室） - 蔡永淳－和聲 - 謝文德－和聲、和聲編寫 - 嚴紀恩－錄音（米樂士錄音室）、製作助理 曲目 #5 - 李士先－混音（風起有聲錄音室） - 季佳勳－製作助理 - 劉嘉鈞－錄音（米樂士錄音室） - 蕭蔓萱－和聲、和聲編寫 曲目 #6 - 李士先－混音（華傲錄音室） - 李心鼎－錄音（米樂士錄音室） - 歐冠廷－吉他（玩痛研究室） - 嚴紀恩－製作助理 曲目 #7 - 李士先－混音（華傲錄音室） - 季佳勳－製作助理 - 馬怡群－錄音（米樂士錄音室） - 黃妃－和聲 - 歐冠廷－吉他（玩痛研究室） - 嚴紀恩－錄音（米樂士錄音室）、製作助理 | 曲目 #8 - 李士先－混音（華傲錄音室） - 季佳勳－製作助理 - 馬怡群－錄音（米樂士錄音室） - 歐冠廷－吉他（玩痛研究室） - 蔡曜宇－小提琴 - 嚴紀恩－錄音 曲目 #9 - 王俊傑－混音（強力錄音室） - 季佳勳－製作助理 - 邵慧芸－和聲 - 倪方來－吉他 - 馬怡群－錄音（米樂士錄音室） - 梁世達－和聲編寫 - 梁世韻－和聲 - 劉嘉鈞－錄音（米樂士錄音室） 曲目 #10 - 李士先－混音（風起有聲錄音室） - 李心鼎－錄音（米樂士錄音室） - 蕭蔓萱－和聲、和聲編寫 - 嚴紀恩－製作助理 曲目 #11 - 王俊傑－混音（強力錄音室） - 季佳勳－製作助理 - 馬怡群－錄音（米樂士錄音室） - 歐冠廷－吉他（玩痛研究室） - 謝文德－和聲、和聲編寫 - 林美璊－和聲 母帶後期處理 - 方文良－製作人 - 李士先－工程師（CD2） - 孫仲舒－工程師（CD1） 發行 - 方文良－音樂總監、企宣統籌 - 李怡萱－文案 - 洪銘杰－監製 - 陳建良－發行人 - 陳彥帆－版權財務執行 - 葉有駿－藝人經紀（勝駿娛樂） - 劉思妤－企劃執行、新媒體及專案協力 |